# Rudy (film)
Rudy (ang. Rudy) – amerykański film z 1993 roku w reżyserii Davida Anspaugha.

## Wyróżnienia
| Rok wyróżnienia | Amerykański Instytut Filmowy                             | Miejsce     |
| --------------- | -------------------------------------------------------- | ----------- |
| 2006            | Lista 100 najbardziej inspirujących filmów wszech czasów | 54. miejsce |